# دونسيات
الدَّوْنَسِيَّات فصيلة حيوانات بحرية من الرخويات ذات الصدفتين. ترتبط هذه الفصيلة بـ طلينس .
تعتبر الدَّوْنَسِيَّات متغذيات بالترشيح غزيرة الإنتاج وتشكل جزءًا مهمًا من سلاسل الغذاء الساحلية حيث توجد. الأسرة حساسة للصناعات الساحلية مثل بناء السدود والتجريف .

## الوصف
أفراد هذه الفصيلة لديهم أصداف غير متماثلة ممدودة مضغوطة. مثاعبها ثنائية أنبوبية طليقة مستطيلة والقدم كبيرة تمكنها من القفز.

## الأجناس
من أجناسها:
- دونس